# Кудла, Денис (теннисист)
Денис Кудла (англ. Denis Kudla; род. 17 августа 1992 года Киев, Украина) — американский профессиональный теннисист

## Общая информация
Денис младший из двух сыновей Владимира (архитектор) и Люси (домохозяйка) Кудла, его брата зовут Никита. Родился в столице Украины  — Киеве и в возрасте одного года с семьей переехал в США в город Фэрфакс.
Кудла начал заниматься теннисом в 7 лет. Денис считает своим любимым покрытием хард.

## Спортивная карьера
Кудла впервые появился на соревнованиях основного тура ATP в августе 2008 года меньше чем за неделю до своего 16-ти летия. Он сыграл в первом раунде парного розыгрыше турнира Вашингтоне. В мае 2010 года Денис выиграл первые в карьере турниры из серии «фьючерс» в парном разряде. В июле того же года он дебютировал в одиночных соревнованиях АТП, сыграв на турнире в Ньюпорте, где прошёл во второй раунд. В августе находясь по возрасту ещё в юниорах Кудла смог выйти в финал юношеского розыгрыша Открытого чемпионата США, где проиграл соотечественнику Джеку Соку. Первый титул на «фьючерсах» в одиночном разряде он завоевывает в октябре 2010 года.
В июле 2011 года Кудла смог выйти в четвертьфинал турнира в Ньюпорте, обыграв довольно известных теннисистов: Иво Карловича и Григора Димитрова. В начале октября того же года он выиграл второй в карьере одиночный «фьючерс». В январе 2012 года, пройдя квалификационный отбор Открытого чемпионата Австралии, Денис дебютировал в основных одиночных соревнованиях из серии Большого шлема. В первом раунде того турнира он проиграл в четырёх сетах немцу Томми Хаасу. В июле 2012 года Кудла победил на первом в карьере турнире серии «челленджер», проводившимся в Лексингтоне. В августе он принял участие в Открытом чемпионате США, где в первом раунде проиграл испанцу Марселю Гранольерсу. В ноябре Кудла выиграл ещё один «челленджер», проходивший в Шарлотсвилле.
В мае 2013 года Кудла выиграл грунтовый в «челленджер» Таллахасси. Он смог квалифицироваться на Открытый чемпионат Франции, где в первом раунде уступил Яну Гайеку. В июне он удачно для себя выступил на турнире в Лондоне, сумев пройти в четвертьфинал. Пройдя затем через квалификацию на Уимблдонский турнир, Кудла по итогу прошёл на нём в стадию второго раунда. После Уимблдона он впервые вошёл в Топ-100 мирового рейтинга. На Открытом чемпионате США Кудла также вышел во второй раунд.
На Открытый чемпионат Австралии 2014 года Кудле пришлось пробиваться через квалификацию, с чем он смог справиться, но уже в первом раунде проиграл Флориану Майеру. Следующий раз в основные соревнования Большого шлема он пробивается на Уимблдоне, где во втором раунде проигрывает Кэю Нисикори. В начале июля Кудла сделал победный дубль на «челленджере» в Уиннетке, выиграв одиночные и парные соревнования. На Открытом чемпионате 2015 года американский теннисист в первом раунде проиграл № 14 в мире на тот момент Фелисиано Лопесу в тяжелом пятисетовом поединке (6-3, 2-6, 6-4, 2-6, 8-10). В июне он смог выиграть «челленджер» в Илкли. После этого Кудла неплохо выступил на Уимблдонском турнире. Начав его в статусе 105-й ракетки мира, он смог обыграть трёх теннисистов из Топ-100: Пабло Куэваса, Александра Зверева,Сантьяго Хиральдо и впервые вышел в четвёртый раунд Большого шлема. Путь в четвертьфинал Денису закрыл № 9 в мире Марин Чилич. Через некоторое время после Уимблдона на турнире в Атланте Кудла смог впервые выйти в полуфинал турнира АТП. На Открытом чемпионате США он проиграл на старте. По итогам сезона 2015 года Кудла занял 69-е место в одиночном рейтинге.
На Австралийском чемпионате 2016 года Денис выбыл во втором раунде. К майскому Ролан Гарросу, где он проиграл в первом раунде, Кудла смог подняться в рейтинге до 53-го места. Уимблдон также завершился для представителя США в первом раунде. Летом он покинул Топ-100 мирового рейтинга. В августе он принял участие на Олимпийских играх, который проводились в Рио-де-Жанейро. В первом раунде Олимпийского турнира Кудла проиграл словаку Андрею Мартину. Также на старте он выбывает и из розыгрыша Открытого чемпионата США.
На Открытом чемпионате США 2019 года дошёл до третьего раунда, но проиграл Новаку Джоковичу в трёх сетах.  

## Рейтинг на конец года
| Год  | Одиночный рейтинг | Парный рейтинг |
| 2016 | 131               | 225            |
| 2015 | 69                | 803            |
| 2014 | 121               | 308            |
| 2013 | 114               | 272            |
| 2012 | 137               | 343            |
| 2011 | 276               | 472            |
| 2010 | 496               | 543            |
| 2009 | 1 051             | 1 022          |
| 2008 | 1 208             |                |

По данным официального сайта ATP на последнюю неделю года.

## Выступления на турнирах

### Финалы челленджеров и фьючерсов в одиночном разряде (12)

#### Победы (7)
| Условные обозначения |
| Челленджеры (5+3)    |
| Фьючерсы (2+2)       |

| Титулы по покрытиям | Титулы по месту проведения матчей турнира |
| ------------------- | ----------------------------------------- |
| Хард (5+31)         | Зал (1)                                   |
| Грунт (1+2)         | Зал (1)                                   |
| Трава (1)           | Открытый воздух (6+5)                     |
| Ковёр (0)           | Открытый воздух (6+5)                     |

| №  | Дата            | Турнир                | Покрытие | Соперник в финале    | Счёт        |
| 1. | 17 октября 2010 | Остин, США            | Хард     | Тайлер Хохвальт      | 7-5 6-1     |
| 2. | 2 октября 2011  | Лагуна-Нигел, США     | Хард     | Деннис Лайола        | 6-4 6-0     |
| 3. | 29 июля 2012    | Лексингтон, США       | Хард     | Эрик Хвойка          | 5-7 7-5 6-1 |
| 4. | 4 ноября 2012   | Шарлотсвилл, США      | Хард(i)  | Алекс Кузнецов       | 6-0 6-3     |
| 5. | 5 мая 2013      | Таллахасси, США       | Грунт    | Седрик-Марсель Штебе | 6-3 6-3     |
| 6. | 6 июля 2014     | Уиннетка, США         | Хард     | Фаррух Дустов        | 6-2 6-2     |
| 7. | 20 июня 2015    | Илкли, Великобритания | Трава    | Мэттью Эбден         | 6-3 6-4     |

#### Поражения (5)
| №  | Дата            | Турнир                   | Покрытие | Соперник в финале | Счёт              |
| 1. | 17 марта 2013   | Даллас, США              | Хард     | Юрген Мельцер     | 4-6 6-2 1-6       |
| 2. | 30 марта 2014   | Гвадалахара, Мексика     | Хард     | Жиль Мюллер       | 2-6 2-6           |
| 3. | 13 июня 2015    | Сербитон, Великобритания | Трава    | Мэттью Эбден      | 7-6(4) 4-6 6-7(5) |
| 4. | 4 октября 2015  | Тибурон, США             | Хард     | Тим Смычек        | 6-1 1-6 6-7(7)    |
| 5. | 16 октября 2016 | Монтеррей, Мексика       | Хард     | Эрнесто Эскобедо  | 4-6 4-6           |

### Финалы челленджеров и фьючерсов в парном разряде (10)

#### Победы (5)
| №  | Дата            | Турнир             | Покрытие | Партнёр               | Соперники в финале                  | Счёт              |
| 1. | 9 мая 2010      | Ориндж-Парк, США   | Грунт    | Андреа Кольярини      | Джуниор Александр Оре Митчелл Фрэнк | 7-6(6) 6-3        |
| 2. | 16 мая 2010     | Тампа, США         | Грунт    | Джуниор Александр Оре | Клейтон Альмейда Блейк Строуд       | 4-6 6-3 [10-8]    |
| 3. | 26 января 2014  | Мауи, США          | Хард     | Ясутака Утияма        | Даниэль Косаковски Николас Мейстер  | 6-3 6-2           |
| 4. | 6 июля 2014     | Уиннетка, США      | Хард     | Танаси Коккинакис     | Эван Кинг Реймонд Сармьенто         | 6-2 7-6(4)        |
| 5. | 16 октября 2016 | Монтеррей, Мексика | Хард     | Эван Кинг             | Бен Маклахлан Джаррид Чаплин        | 6-7(4) 6-4 [10-2] |

#### Поражения (5)
| №  | Дата            | Турнир            | Покрытие | Партнёр           | Соперники в финале              | Счёт       |
| 1. | 4 октября 2009  | Лагуна-Нигел, США | Хард     | Реймонд Сармьенто | Майкл Винус Райан Харрисон      | 2-6 4-6    |
| 2. | 15 ноября 2009  | Найсвилл, США     | Грунт    | Секу Бангура      | Тигран Мартиросян Артём Ситак   | 4-6 5-7    |
| 3. | 24 октября 2010 | Мансфилд, США     | Хард     | Андреа Кольярини  | Джошуа Завала Димитар Кутровски | 3-6 2-6    |
| 4. | 7 ноября 2010   | Найсвилл, США     | Грунт    | Андреа Кольярини  | Робби Пул Эрлинг Твейт          | 6-7(4) 2-6 |
| 5. | 23 октября 2016 | Лас-Вегас, США    | Хард     | Бьорн Фратанджело | Брайан Бейкер Мэтт Рид          | 1-6 5-7    |